# Slogtjärnen (Säfsnäs socken, Dalarna)
Slogtjärnen är en sjö i Ludvika kommun i Dalarna och ingår i Norrströms huvudavrinningsområde. Den ligger mellan Kosutterberget och Stentjärnsberget vid Norra Aspåsen väster om Ulriksberg.